# District d'Auch
Le district d'Auch est une ancienne division territoriale française du département du Gers de 1790 à 1795. Il est créé par le décret de l'Assemblée nationale du 28 janvier 1790.

## Composition
Il était composé des cantons de Auch, Barran, Gimont, Jégun, Lavardens, Puycasquier, Saramon, Seissan et Vic-sur-Losse formant initialement 190 communes. Un état de 1792 indique que le district est composé de 136 communes à la suite du mouvement de réunion de communes de 1791.